# Agelena jaundea
Agelena jaundea är en spindelart som beskrevs av Roewer 1955. Agelena jaundea ingår i släktet Agelena och familjen trattspindlar.
Artens utbredningsområde är Kamerun. Inga underarter finns listade i Catalogue of Life.